# Morro do Outeiro
Morro do Outeiro är en kulle i Brasilien.   Den ligger i kommunen Rio de Janeiro och delstaten Rio de Janeiro, i den sydöstra delen av landet, 900 km sydost om huvudstaden Brasília. Toppen på Morro do Outeiro är 56 meter över havet, eller 50 meter över den omgivande terrängen. Bredden vid basen är 0,41 km. Morro do Outeiro ligger vid sjön Lagoa de Jacarepaguá.
Terrängen runt Morro do Outeiro är kuperad norrut, men söderut är den platt. En vik av havet är nära Morro do Outeiro söderut.Trakten är tätbefolkad. Närmaste större samhälle är São João de Meriti, 18,7 km norr om Morro do Outeiro. 